# Salivation
La salivation, ou sialorrhée, est à la fois la production et la sécrétion de salive par les glandes salivaires,.
La salivation est permanente mais survient de façon beaucoup plus abondante au contact des aliments ou par réflexe conditionné.

## Composition
Il s'agit d'une sécrétion exocrine composée de mucus, d'enzymes (en premier lieu l'amylase salivaire mais aussi de lysozyme), d'immunoglobulines sécrétoires (IgA), d'eau et d'électrolytes. Le mucus est élaboré par les cellules muqueuses, les enzymes par les cellules séreuses
. 

## Contrôle
Le contrôle de la salivation repose sur des mécanismes nerveux. Le centre de la salivation est localisé dans le tronc cérébral au niveau du plancher du quatrième ventricule, à proximité des centres de la déglutition et de la respiration. Elle est contrôlée par le système nerveux autonome. Les nerfs sécréteurs les plus importants sont ceux du système nerveux parasympathique qui se distribuent à toutes les glandes salivaires. La mise en jeu de la commande nerveuse est avant tout réflexe, les informations buccopharyngées étant véhiculées au centre salivaire par des nerfs sensibles à la composition physicochimique des aliments (odeur, goût, vue, voire évocation de nourriture ou contact labial), aux mouvements des mâchoires et de la langue, ou aux lésions de la muqueuse buccale. La salivation est un acte réflexe mais ayant une composante culturelle acquise : une bonne odeur ou la vue d'un gâteau peut faire saliver. La salivation peut aussi être provoquée par des douleurs, une sensation agréable, voire un souvenir, autant que par le contact mécanique avec les aliments. Elle est au cœur de l'expérience de Pavlov.

## Troubles liés
La salivation peut être excessive, voire pathologique, on parle alors d'hypersialorrhée ou insuffisante (hyposialie).